# Cryptocarya intermedia
Cryptocarya intermedia är en lagerväxtart som beskrevs av Adolph Daniel Edward Elmer. Cryptocarya intermedia ingår i släktet Cryptocarya och familjen lagerväxter. Inga underarter finns listade i Catalogue of Life.